# 22 يوليو (فلم)
22 يوليو (بالإنجليزية: 22 July)، هو فيلم جريمة ودراما تم إنتاجه في الولايات المتحدة، وصدر سنة،2018 من بطولة آندرس دانييلسن لاي وتوربيورن هار.

## القصة
تدور الأحداث حول الحادث الإرهابي الذي نفذه اليميني أندرس بهرنغ بريفيك في النرويج في 22 يوليو 2011، وتسبب في مقتل 77 شاب كانوا قد حضروا مخيم شباب حزب العمل في جزيرة أوتويا خارج أوسلو، وتتعرض الأحداث للمأساة في ثلاثة أجزاء حول الناجين من الهجمة، والقيادة السياسية للنرويج، والمحامين المتورطين.

## الميزانية والإيرادات
كلف الفيلم 20 مليون دولار وحقق قرابة 142,255 دولار فقط.

## وصلات خارجية
- مقالات تستعمل روابط فنية بلا صلة مع ويكي بيانات